# باري أنسيل
باري أنسيل (بالإنجليزية: Barry Ansell)‏ هو لاعب كرة قدم بريطاني في مركز الدفاع، ولد في 29 سبتمبر 1947 في برمنغهام في المملكة المتحدة، وتوفي في 2 مارس 2018. لعب مع أستون فيلا.